# Verbatim Corporation

Verbatim Corporation logo

Verbatim Corporation je dceřiná společnost firmy CMC Magnetics Corporation (do r. 2020 byla pod Mitsubishi Chemical Corporation). Je známá výrobou a prodejem produktů spotřební elektroniky, především prázdných disků CD, DVD, Blu-ray, flash pamětí pro počítače a tiskárny. Její claim je „technology you can trust“ (technologie, které můžete důvěřovat).

## Historie
Společnost byla založena ve Spojených státech v roce 1969 Reidem Andersonem, nejdříve pod jménem Information Terminals Corporation. Začala produkovat první vinylové desky a magnetické pásky. Navrhla vlastní typ pásky zapouzdřené v polykarbonátové kazetě, který se stal jejím obchodním úspěchem. Do roku 1972 se rozrostla na malou firmu s 30 zaměstnanci. O rok později, ve spolupráci s IBM, navrhli osmipalcovou disketu. S nárůstem poptávky i kapitálu společnosti se Verbatim v roce 1976 zmohla na vybudování své první továrny, kde se jejich diskety (nejdříve s velikostí 8, později 5,25 palců) vyráběly pod názvem Verbatim (latinsky „doslova“), který se postupně stal synonymem i jeho výrobce. Po roce 1984 přišla společnost s výrobou 3,5" disket a později své porfolio rozšířila i o jiná datová média. V současnosti prodává zejména zapisovatelná CD, DVD a Blu-ray disky, paměťové karty, flash disky, (zejména přenosné, externí) pevné disky, SSD a před několika lety začala vyrábět i počítačové periferie a příslušenství (myši a podložky pod ně, sluchátka, tonery, mini DVC, reproduktory atd.), žárovky na bázi LED a OLED.